# Louis Catoire
Pour les articles homonymes, voir Catoire.
Jean Baptiste Louis Godard, dit Louis Catoire, est un architecte français né dans l'ancien 2e arrondissement de Paris le 25 novembre 1806, et mort à Périgueux le 20 novembre 1864.

## Biographie
Jean Baptiste Louis Godard, dit Louis Catoire, est le fils de Jeanne Mélanie Godard "et de père absent". Il est confié par sa mère à l'Assistance publique.
Il entre dans l'atelier d'Auguste Guenepin, prix de Rome en 1805, qu'il vient d'ouvrir. Celui-ci l'embauche sur le chantier de restauration de l'église Saint-Germain-des-Prés. Il est admis à l'École royale des Beaux Arts, le 27 mars 1823, comme pensionnaire, section architecture, avec le no 584. Auguste Guenepin est son parrain à l'entrée de l'école. Pendant trois ans il est aspirant et apprend les mathématiques, la perspective et l'architecture. Il est l'élève de Guénepin, de Charles Percier et Pierre François Léonard Fontaine, de, 2e classe, le 3 avril 1824, il obtient 5 mentions entre le 18 novembre 1824 et le 12 mai 1826. Il sort de l'école diplômé en 1826. C'est à l'école qu'il pre, d le nom de Catoire, peut-être celui de son père qui ne l'a pas reconnu et qui a peut-être financé ses études car la source de ses revenus est inconnue.
En 1826, l'architecte du département de la Dordogne et de la ville de Périgueux est Alexis-Honoré Roché (1757-1828). Il demande sa mise à la retraite en octobre 1826 et souhaite revenir à Bordeaux avec son épouse.
Le comte Constant Marie Huchet de Cintré, préfet de la Dordogne nommé par Louis XVIII, lui avait demandé quatre ans auparavant de présenter des projets pour Périgueux : un palais de justice, un palais épiscopal, un grand séminaire, pour Ribérac : une sous-préfecture et un tribunal, des projets pour Montignac et Nontron, des casernements de gendarmerie. L'état de la cathédrale nécessite une restauration. Le maire de Périgueux est le marquis de Moneys d'Ordière et l'évêque Alexandre-Charles-Louis-Rose de Lostanges-Sainte-Alvère (1763-1835). Roché, âgé, propose au préfet le nom de Louis Catoire que lui a recommandé M. de Tournon, conseiller des Bâtiments civils. À la première réunion avec le préfet, Catoire lui demande 1 800 francs d'honoraires annuels. Il lui accorde 1 500 francs et la ville le complément.
Louis Catoire a d'abord été l'architecte de bâtiments publics permettant de doter la ville des bâtiments nécessaires pour le chef-lieu du département de la Dordogne au moment où la ville dépasse en population Bergerac. Il a aussi tracé de nouvelles voies autour du palais de justice et du nouveau théâtre permettant l'agrandissement vers l'ouest à partir des promenades entourant le Puy-Saint-Front. Dans la réalisation des nouvelles maisons il a utilisé le style néoclassique sur leurs façades.

### Le Palais de justice

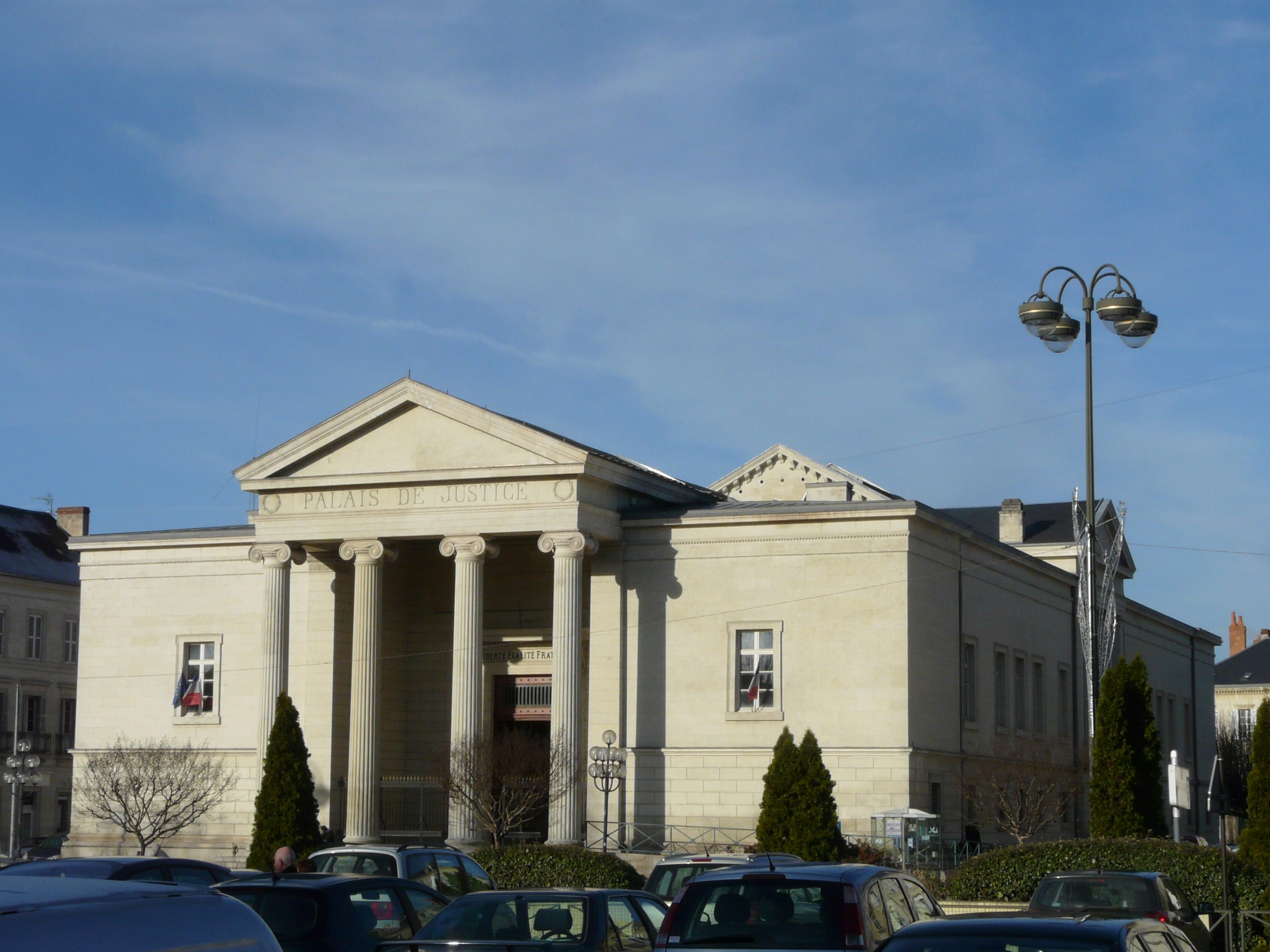
Palais de justice de Périgueux

Le premier travail que lui confie le préfet est le palais de justice. Un projet a été dressé par Roché en 1823 proche des prisons implantées dans le couvent des Augustins saisi à la Révolution. Catoire critique le plan qu'il trouve à un emplacement manquant de grandeur. Il prévoit de le construire sur le Boulingrin (actuel boulevard Michel de Montaigne), face à la vieille ville. Il présente son plan le 25 octobre 1827 avec un devis estimatif de 215 259 francs et 5 250,22 francs d'honoraires en plus de son traitement annuel. L'édifice à une largeur de 30 m et une profondeur de 56 m. L'entrée se compose d'un stylobate de six degrés sur lequel sont placées quatre colonnes cannelées de l'ordre ionique dont les chapiteaux supportent l'entablement sur lequel est gravé « Palais de justice », surmonté d'un fronton triangulaire. Le conseil municipal s'oppose d'abord au projet qu'il juge trop loin des prisons et sur une belle promenade. Finalement le préfet confirmant le projet de Catoire obtient l'accord de la ville. L'adjudication est prononcée le Ier juillet 1828 au profit de l'entreprise Philippe Boucart. Le chantier est commence 15 jours plus tard et va durer dix ans. La cérémonie de pose de la première pierre a lieu le 5 septembre 1829.
L'ancien palais de justice avait été vendu, et les nouveaux propriétaires, lassés de la présence des magistrats dans leur bâtiment, décident d'exiger leur départ le 1er janvier 1839, sous huitaine. La première affaire est jugée dans le nouveau palais justice le 14 janvier 1839. La palissade de chantier est enlevée le 16 mars. Les magistrats se plaignent des infiltrations d'eau.
En même temps que la réalisation du palais de justice, il prévoit les plans du quartier futur autour, avec les voies latérales, la place arrière en demi-lune et les façades arrondies du côté du boulevard. Catoire impose un plan pour les bâtiments à construire. Le prix des terrains autour du palais de justice doublent et triplent, voire décuplent. Il trace de part et d'autre du palais de justice les rues Victor-Hugo et Gambetta permettant d'agrandir la ville vers l'ouest.

### La Halle du Coderc

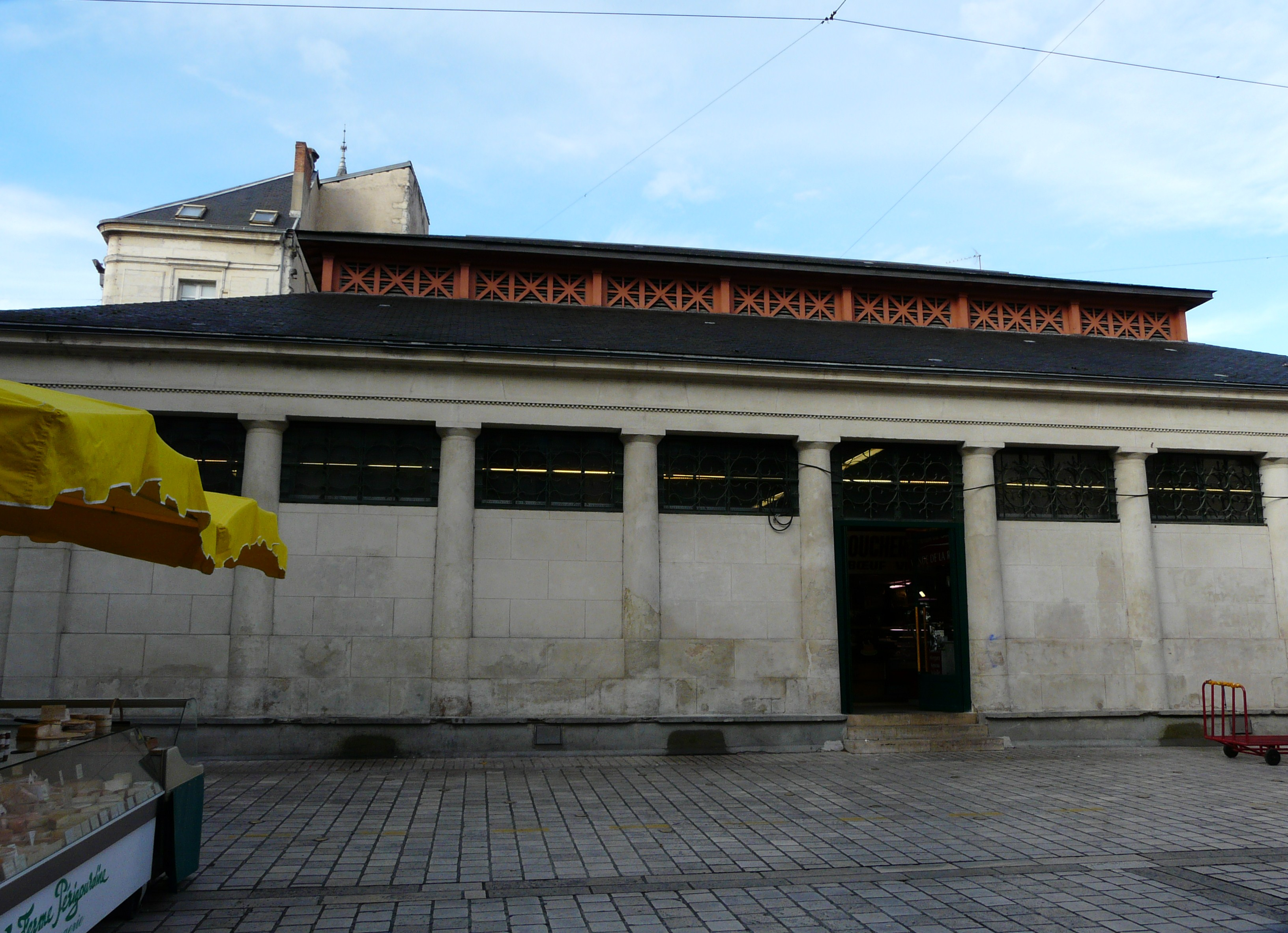
Halle du Coderc

Le 19 septembre 1830, Louis Léger Combret de Marcillac est nommé maire de Périgueux, en remplacement du Dr Jean-Baptiste-Pascal Vidal. Le 10 octobre, le conseil municipal vote un emprunt de 400 000 francs pour faire des opérations d'aménagement dans la ville. L'ancien hôtel de ville, la maison du consulat, situé sur la place du Coderc, jugé trop vétuste, est démoli à partir du 24 octobre 1829. Le maire et les services municipaux étaient installés depuis 1823 dans l'hôtel Lagrange-Chancel qui était loué avant d'être acheté en 1830 à Charles François Casimir de Lagrange-Chancel, à son frère Louis Victor Alexandre Joseph et à leur mère Agathe Françoise de Policard, veuve de Charles François Joseph de Lagrange-Chancel. Le conseil municipal décide de construire un marché couvert à son emplacement. L'adjudication est faite le 29 février 1832 au maçon Delmas pour 19 377 francs. Les élus sont satisfaits du résultat et accordent 6 000 francs pour poser des grilles de fer pour les ouvertures. Au total, la construction a coûté 30 149,78 francs. L'ouverture au public s'effectue le 15 décembre 1833. Le maire demande à Catoire un projet pour élargir la rue des Chaînes mais les riverains s'y opposent et le maire doit abandonner son projet en 1834. Catoire crée une association pour aménager la rue des Chaînes pour acheter les immeubles à démolir.

### Le Théâtre de Périgueux

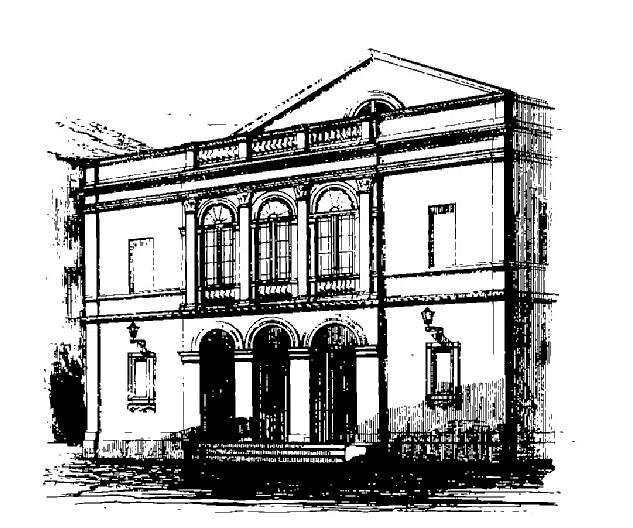
Théâtre de Périgueux en 1848.

Dans le premier quart du XIXe siècle, il y avait un théâtre rue Notre-Dame appartenant à M. Pautard qui louait la salle aux troupes de comédiens de passage. M. de Moneys a un théâtre particulier dans son hôtel. Le 6 avril 1828, M. Pautard  demande aux élus municipaux « de refaire la toiture et donner un coup de peinture à l'intérieur ». Le maire, L. de Marcillac, a interrogé Louis Catoire sur la construction d'un nouveau théâtre. Catoire l'imagine face au palais de justice sur une place en rond-point pour prolonger sa vision de l'urbanisme de la ville. Les élus s'opposent à ce projet le 23 juin 1832 car il ampute la promenade du Boulingrin. Les élus demandent de choisir de le construire dans le jardin de l'Hôpital général de la Manufacture, près de la promenade du Triangle. La ville envisage d'acheter un terrain à proximité appartenant à M. Bonnet pour agrandir ceux pris sur le jardin de l'hôpital.
Le conseil municipal préfère appeler ce théâtre salle de spectacle car il souhaite une certaine polyvalence dans son utilisation. Le maire fait prendre au conseil municipal une décision favorable le 20 décembre 1835 : « Au nombre de tous les établissements utiles qui, depuis peu d'années, ont été construits dans la ville, il en est un seul dont la nécessité se fait d'autant plus sentir que l'opportunité de sa création est incontestable, surtout dans une ville comme la nôtre, qui reçoit une garnison... la privation du spectacle est devenue, à différentes époques, un des principaux griefs élevés contre la ville. Il faut que l'économie préside au choix de remplacement. Le théâtre construit en face du Palais de Justice, serait du plus bel effet pour l'intérêt de l'embellissement de la ville. Mais il faut économiser les deniers publics et utiliser des terrains d'un prix de revient moins élevé. Par exemple, ceux à proximité de la place Mouchy ».
Louis Catoire, avec des amis, réussit à réunir les fonds pour acheter les terrains de M. Bonnet. L'appel d'offres pour la construction du théâtre est lancé le 29 janvier 1836. Le devis de Catoire est de 130 000 francs. Le marché est attribué le 21 février 1836 à l'entreprise Defougère dit la Tendresse, du Change. Les fondations sont terminées le 22 avril. La construction achevée, le 23 septembre 1838, M. Boullé, architecte du département de la Haute-Vienne, est désigné par les élus de Périgueux comme vérificateur des travaux du théâtre et autorise le maire à ouvrir la salle. Le théâtre a été inauguré le 20 septembre 1838,. Le conseil municipal a contesté ses honoraires.
Le théâtre a une façade de 15 m et une profondeur de 30 m. Sa façade plate à deux niveaux est surmontée d'un fronton triangulaire avec trois fenêtres au premier étage encadrées de pilastres avec des chapiteaux corinthiens. Deux nouvelles rues l'encadrent et sa façade donne sur la place Mouchy, rebaptisée place de la Comédie, puis place du 4 septembre après la chute du Second Empire, devenue en 1945 place du général de Gaulle. On accède à l'intérieur par quelques marches donnant sur le vestibule d'entrée. La salle offre 511 places sur trois niveaux. Le foyer du public est orné de toiles peintes par Jacques-Émile Lafon (1817-1886) représentant des scènes du théâtre de Molière. Émile Coutant, qui a été le peintre décorateur de plusieurs théâtres parisiens, a réalisé les décors.
Dans le but d'harmoniser les constructions autour du théâtre, il a proposé aux propriétaires fonciers et aux investisseurs des aménagements pour des bâtiments construits en harmonie avec le théâtre.
Le théâtre a été démoli le 6 avril 1956. La municipalité a décidé de construire un Palais des fêtes de 1 500 places. Il est inauguré en 1961, restauré en 1991. Il est géré par L'Odyssée depuis 2001. L'emplacement libéré après la démolition du théâtre est devenu la place André Maurois. Un grand bassin avec des jets d'eau a remplacé le théâtre.

### Le Grand séminaire

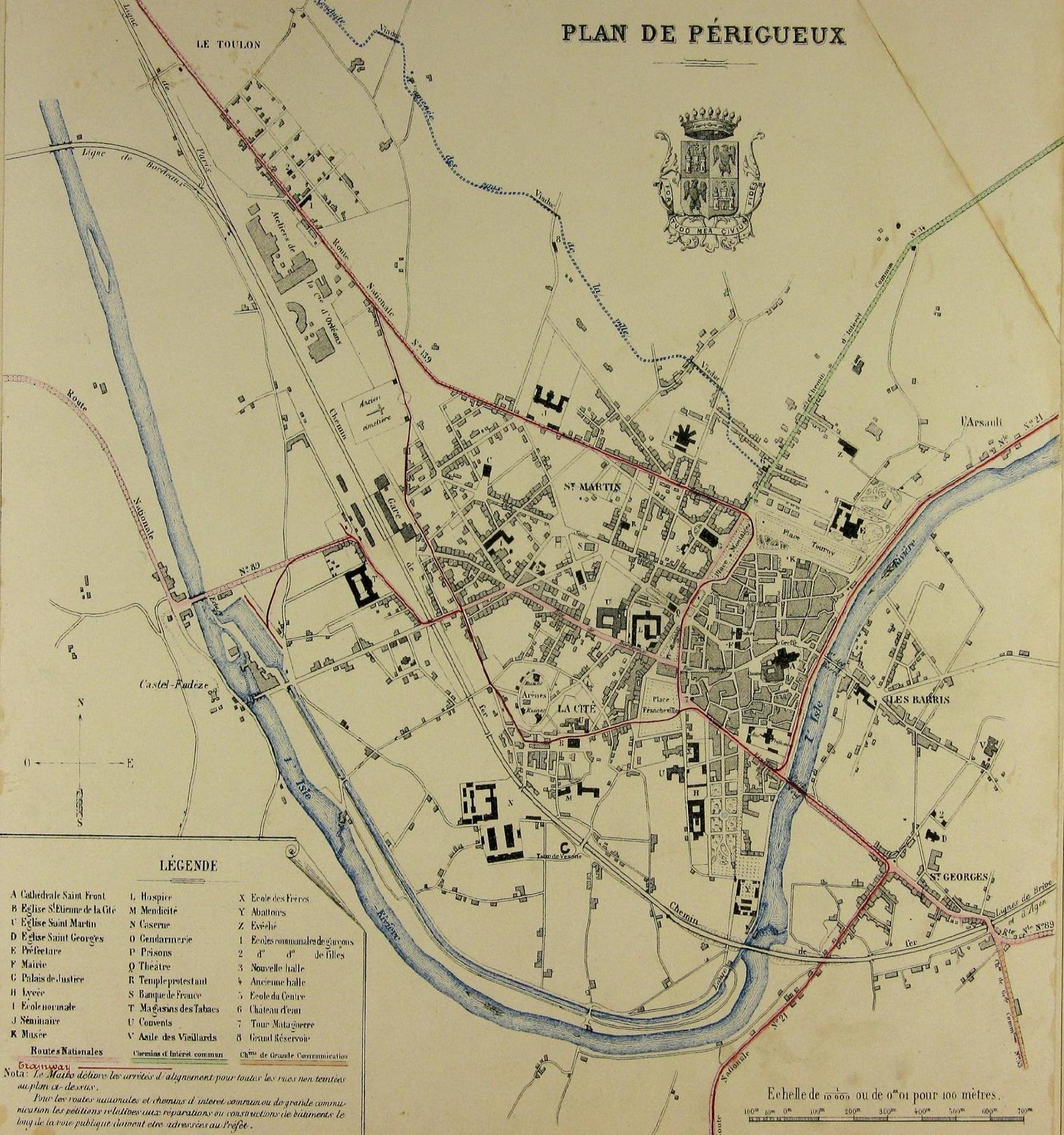
Carte de la ville de Périgueux en 1880

L'évêque de Périgueux, Alexandre-Charles-Louis-Rose de Lostanges avait été page de Louis XVI et en avait gardé un goût du faste. La Révolution avait fait disparaître le séminaire qu'il fallait rétablir. L'évêque a écrit le 13 novembre 1824 que son séminaire était à Sarlat et : « J'ai 117 cures vacantes. Pour remédier à ma pauvreté, je ne vois qu'un moyen : multiplier autant que nous le pourrons les maisons ecclésiastiques ». La ville lui donne l'ancien couvent Sainte-Claire le 10 mars 1825 qui avait été transformée en caserne avant d'être désaffectée. L'architecte Roché avait prévu dès 1822 un plan d'aménagement que le ministre a désapprouvé le 6 août. L'évêque accepte les travaux d'un montant estimé de 209 998 francs.
Louis Catoire qui venait d'arriver de Paris et avait commencé à travailler sur de nouveaux plans d'aménagement a proposé à l'évêque un autre projet d'aménagement le 16 octobre 1827. Le département accepte de céder un terrain près des couvents Sainte-Claire et Saint-Benoît pour 16 220 francs.
L'évêque agit auprès du préfet pour obtenir du Conseil général un terrain se trouvant sur la route de Paris à Barèges (RN21) (terrain se trouvant face au lycée Bertran de Born devenu jardin public et qui allait alors jusqu'au cours Fénelon). Un même temps que le plan du séminaire en forme de U, Catoire trace deux nouvelles voies : au Sud, ce qui est devenu le boulevard Bertran-de-Born, à l'Est l'actuel boulevard Lakanal. En plus du bâtiment du séminaire, il prévoit un potager, des cuisines, une cour pour les séminaristes ainsi qu'un jardin pour l'évêque car on l'a entretenu d'un futur évêché. Le plan, transmis le 16 avril 1828 au ministère, est accepté avec quelques corrections. Mais, entre-temps, un conflit entre le département et la ville sur la propriété de ce terrain a été tranché au profit de la ville. La ville récupère le terrain mais elle en propose en compensation un autre situé sur la route d'Angoulême. L'évêque donne son accord et le terrain d'une superficie de 20 400 m2 est acheté 15 300 francs le 15 septembre 1829.
L'architecte Catoire fait un nouveau plan pour le séminaire. Il a la forme d'un E comprenant deux niveaux et un troisième sous combles avec une chapelle néo-gothique sur la barre du E. L'établissement est prévu pour accueillir plusieurs centaines de pensionnaires. L'entreprise Lasserre frère remporte l'adjudication le 3 février 1829. La révolution de 1830 arrête les travaux. Il n'y a plus d'argent. Catoire en profite pour aménager les abords. Mgr de Lestranges meurt le 11 août 1835. Le nouvel évêque, Thomas-Marie-Joseph Gousset, n'est pas satisfait du projet. Catoire fait les modifications demandées. Au début de 1839, l'évêque et l'architecte vont à Paris soutenir le projet et obtenir des crédits. L'évêque revient à Périgueux et le 13 avril, Catoire lui écrit : « Nous n'avons perdu dans la bataille que notre clocher, pour lequel en compensation, on m'a accordé une cave sous l'infirmerie. Tout le reste est maintenu comme vous le désiriez ». Le projet est accepté par 338 000 francs et confirmé par le roi Louis-Philippe à l'évêque.

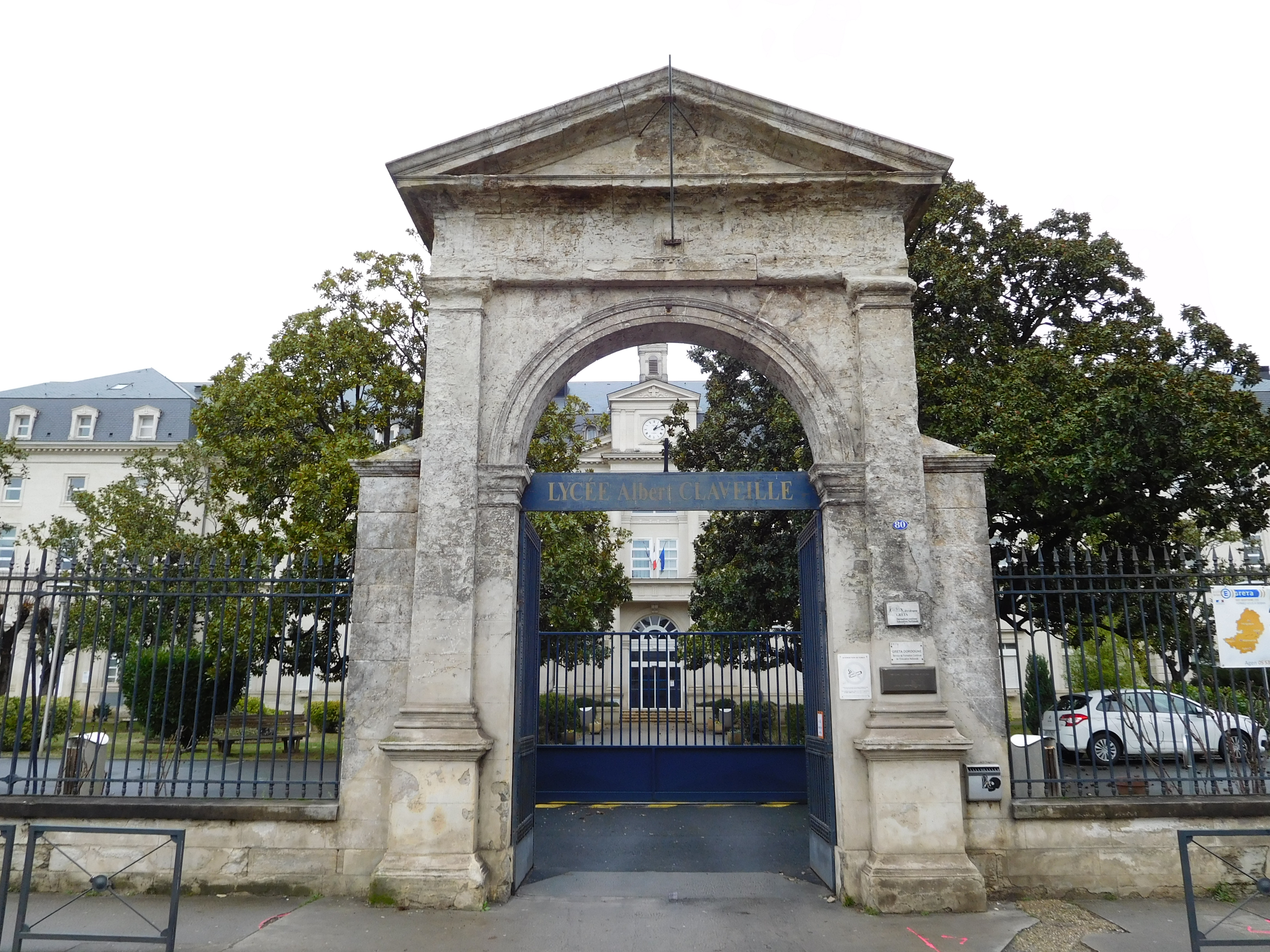
Porche d'entrée du lycée Albert Claveille

Mais le 4 juillet 1839, Jean-Baptiste Teste, ministre des Cultes écrit pour critiquer le projet : « Il y a toujours de graves inconvénients à sortir des voies ordinaires quand il s'agit d'établissement dont on a été à même d'étudier depuis si longtemps les besoins, les usages, et les habitudes. Il y a peu d'innovations heureuses à essayer dans les formes et les distributions, et, ce qu'on peut faire de mieux, c'est rentrer dans celles qu'une longue expérience a, en quelque sorte, consacrées ». Il demande au préfet d'intervenir auprès de l'architecte pour modifier son plan. Le plan initial est finalement accepté car Mgr Gousset pose la première pierre le 11 juillet 1840. Le nouvel évêque, Mgr Jean-Baptiste-Amédée George de La Massonnais, trouve que les travaux avancent lentement, mais les crédits arrivent avec parcimonie. Le 11 juillet 1845, le ministre écrit au préfet sur les dépassements de prix. En 1845, on pose la corniche du grand corps de logis du séminaire. Mais déjà l'état de santé de Catoire inquiète. L'évêque demande son remplacement, mais c'est impossible car il est inamovible. Finalement, le 1er janvier 1849, Louis Catoire renonce a exercé toutes ses fonctions d'architecte départemental. Le 7 mars, il est remplacé par Auguste Louis Édouard Bouillon. Mgr Gousset vient bénir le séminaire et assister à l'installation des premiers séminaristes, en 1849.
Un incendie ravage le bâtiment le 25 octobre 1886. L'État refusant de rebâtir, a vendu les ruines à l'évêché en 1888. La reconstruction est aussitôt entreprise sur les plans des architectes Paul Boeswillwald et Alexandre Antoine Lambert, inspecteur des édifices diocésains de Périgueux de 1866 à 1892. Le bâtiment est restauré et redevient fonctionnel dès 1889.
À la suite de la loi de séparation des Églises et de l'État, en 1905, le séminaire a été attribué à la ville de Périgueux. Les séminaristes et leurs professeurs en ont été expulsés le 5 décembre 1907. Les bâtiments du Grand séminaire ont d'abord servi de caserne pour le 34e régiment d'artillerie avec un manège, puis d'hôpital militaire, puis des logements ouvriers à partir de 1919. En 1910 une école primaire supérieure professionnelle a été créée à Périgueux dans le Petit séminaire. Elle a pris le nom d'école pratique de commerce et d'industrie en 1926. En 1928, la municipalité décide d'installer l'école dans les bâtiments du Grand séminaire rattachée à la direction de l'enseignement technique. L'architecte-voyer de la ville, Gigaudon, est chargé d'installer un collège technique qui doit recevoir 600 élèves et 250 pensionnaires. Des travaux importants sont engagés à partir de 1932 pour y aménager une école professionnelle qui ouvre trois ans plus tard. La chapelle est transformée en salle des fêtes. Des salles de dessin sont construites. Elle prend le nom d'Albert Claveille par décision municipale le 28 mai 1934. Les bâtiments sont réquisitionnés pendant la Seconde Guerre mondiales pour abriter une caserne et un hôpital. Après la guerre, l'école devient un collège moderne et technique de garçons. Il est agrandi à partir de 1956 spous la supervision de Robert Lafaye (1903-1973), architecte urbaniste de la ville de Périgueux, par l'architecte Henri Lafargue (1892-1980). Les travaux sont terminés en 1965. De nouveaux travaux sont entrepris en 1966 à 1972 pour intégrer un internat de jeunes filles. Le bâtiment abrite aujourd'hui le Lycée Albert-Claveille,,.

### Les abattoirs
Le couvent Sainte-Claire est désaffecté en 1793. Un hôpital y est installé en 1802, tenu par les sœurs Sainte-Marthe. Il est transformé en caserne en 1804. La caserne est désaffectée après la chute du Premier Empire. L'emplacement est cédé à la ville qui propose à l'évêque de Périgueux de lui céder pour y établir les Grand séminaire le 10 mars 1825. Après les tractations entre l'évêque, la ville et le département ce projet est abandonné.
L'ancien couvent est attribué à la ville qui décide de le démolir pour y construire les abattoirs. L'entrepreneur Lambert achète les matériaux récupérés le 9 novembre 1833 pour un prix estimé de 17 000 francs par Louis Catoire. L'architecte a prévu pour les abattoirs un grand bâtiment central avec deux ailes formant pavillons pour les services. L'originalité des bâtiments est due à l'utilisation de poutres métalliques.
La construction est terminée à la mi-avril 1836. Il est alimenté en eau grâce aux nouvelles canalisations amenant l'eau depuis la source du Toulon. L'inauguration a lieu le 2 mai 1836. Le coût de la construction pour la ville a été de 200 000 francs.
Les bâtiments ont été démolis en 1972 pour installer le Centre de secours des pompiers.

### L'hospice
En 1834, Louis Catoire est chargé par la Commission administrative de l'Hospice des travaux d'agrandissement de l'établissement à la place de l'architecte Baignol qui avait réalisé les quatre nouvelles salles destinées aux militaires malades. Il va construire quelques locaux dont quatre cabanons pour les aliénés en dépôt provisoire dans le jardin des sœurs.
Pour les travaux qu'il a conçus et suivis pendant cinq ans, il demande une rémunération de 3 889,11 francs. La Commission administrative qui siège le 1er avril 1856 ne lui propose que 3 000 francs payables en quatre ans.

### L'arrivée des eaux
La ville a d'abord été alimentée en eau par des puits particuliers et des puits communaux. Des porteurs d'eau vendaient de l'eau tirée de la fontaine des Malades. En 1828, on tente de creuser un puits artésien place de la Clautre, sans succès. Le maire Léger Combret de Marcillac essaie d'obtenir des fonds pour construire des fontaines.
En 1835, Auguste Jégou,, ingénieur des ponts et chaussées, rédige un projet d'alimentation d'eau des fontaines publiques à partir de la source du Cluseau ou de l'Abîme, au Toulon. La ville achète le moulin  du Toulon au sieur Ventenat et y installe une machine hydraulique pour élever l'eau par Bouillon, mécanicien de Limoges. L'eau est amenée dans le réservoir du Pourradier, au bas de la route de Paris, par une conduite en maçonnerie de 0,30 m par 0,15 m à flanc de coteau de 2 500 m. Cette conduite franchit les vallons du Puy-Rousseau, de la Croix-du-Duc, et la Combe-les-Dames. Les ouvrages d'art sont dessinées par Louis Catoire dans un style romain. Les cartes postales présentaient ces ouvrages comme « Aqueducs romains de Périgueux ». Un bassin est creusé place du Triangle (place Bugeaud) où l'eau jaillit le 12 avril 1836. Une autre vasque est conçue par Catoire sur la place de la Clautre, renommée par le conseil municipal place Marcillac. Le 27 avril 1836, la machine hydraulique du Toulon tombe en panne. La réparation a pris un certain temps. L'inauguration de l'arrivée des eaux dans la ville a lieu le 15 août 1836. Le débit est de 600 m3 par jour.
Dès 1842, il n'y a pas assez d'eau pour alimenter la ville. On installe une nouvelle pompe au Toulon qui a apporté 500 m3 par jour supplémentaires. En 1869, l'aqueduc et le réservoir du Pourradier sont doublés et on construit un second réservoir derrière le séminaire.
L'aqueduc du vallon de la Combe-des-Dames a été détruit en 1895 par l'entreprise Rougier. L'aqueduc a été abandonné en 1930. Les viaducs des vallons du Maine et du Puyrousseau ont disparu progressivement vers 1955-1960. Il en reste quelques vestiges,. L'aqueduc qui se trouvait près de la rue de l'Aqueduc a été démoli en 1980.

### Le laboratoire départemental de chimie et le musée départemental d'archéologie
Le préfet Auguste Romieu prend un arrêté le 20 février 1835 créant un laboratoire départemental placé sous la responsabilité d'un ingénieur des Mines qui a pour objet d'analyser les minéraux trouvés pour estimer leur valeur industrielle et essayer de nouveaux procédés de fabrication. Ce laboratoire départemental prend le nom de « laboratoire de chimie ». Trois fortes personnalités ànt été à l'origine de ce laboratoire, outre le préfet, il y a le maire de Périgueux, M. de Marcillac, et un ingénieur civil des Mines impliqué dans tout ce qui touche à la minéralogie et au développement industriel du département, Cyprien-Prosper Brard (1786-1838).
À la même époque, le comte Wlgrin de Taillefer et Joseph de Mourcin (1784-1856) cherchaient un emplacement pour leur Musée d'antiques et objets d'art. Le maire, M. de Marcillac, propose de les installer dans la chapelle des Pénitents blancs, au sud du cloître de la cathédrale, d'anciens bâtiments du chapitre. Il est décidé que le laboratoire sera placé dans une des salles du musée en cours de réalisation. Louis Catoire est chargé des travaux nécessaires à l'aménagement des locaux pour ces deux établissements réalisés par l'entreprise de M. Maze. Le « musée départemental d'archéologie» est inauguré le 5 août 1836. Le laboratoire a été installé au premier étage de la chapelle. En juin 1836, le laboratoire de chimie est en place sous la direction de l'ingénieur Jean Charles Louis Marrot (1800-1876), (1800-1876).

### Les travaux départementaux
La caserne de gendarmerie de Ribérac est terminée le 1er octobre 1836, et les prisons le 1er novembre suivant. L'ensemble a été démoli en 1980. Les travaux de l'hospice commencent peu après, sur le route de Montpon.
Il a été chargé de la restauration de la cathédrale de Sarlat.
La caserne de gendarmerie de Périgueux occupe l'ancien couvent des Jacobins. L'architecte du département, Baignol, avait proposé de les reconstruire en 1817. C'est le 30 mai 1842 que les élus départementaux décident de construire de nouvelles casernes. Catoire en fait les plans, mais c'est son successeur, Auguste Louis Édouard Bouillon (1848 à 1863), condisciple de Catoire à l'école des beaux-arts, qui va les réaliser en 1855.

### Les Nouvelles galeries

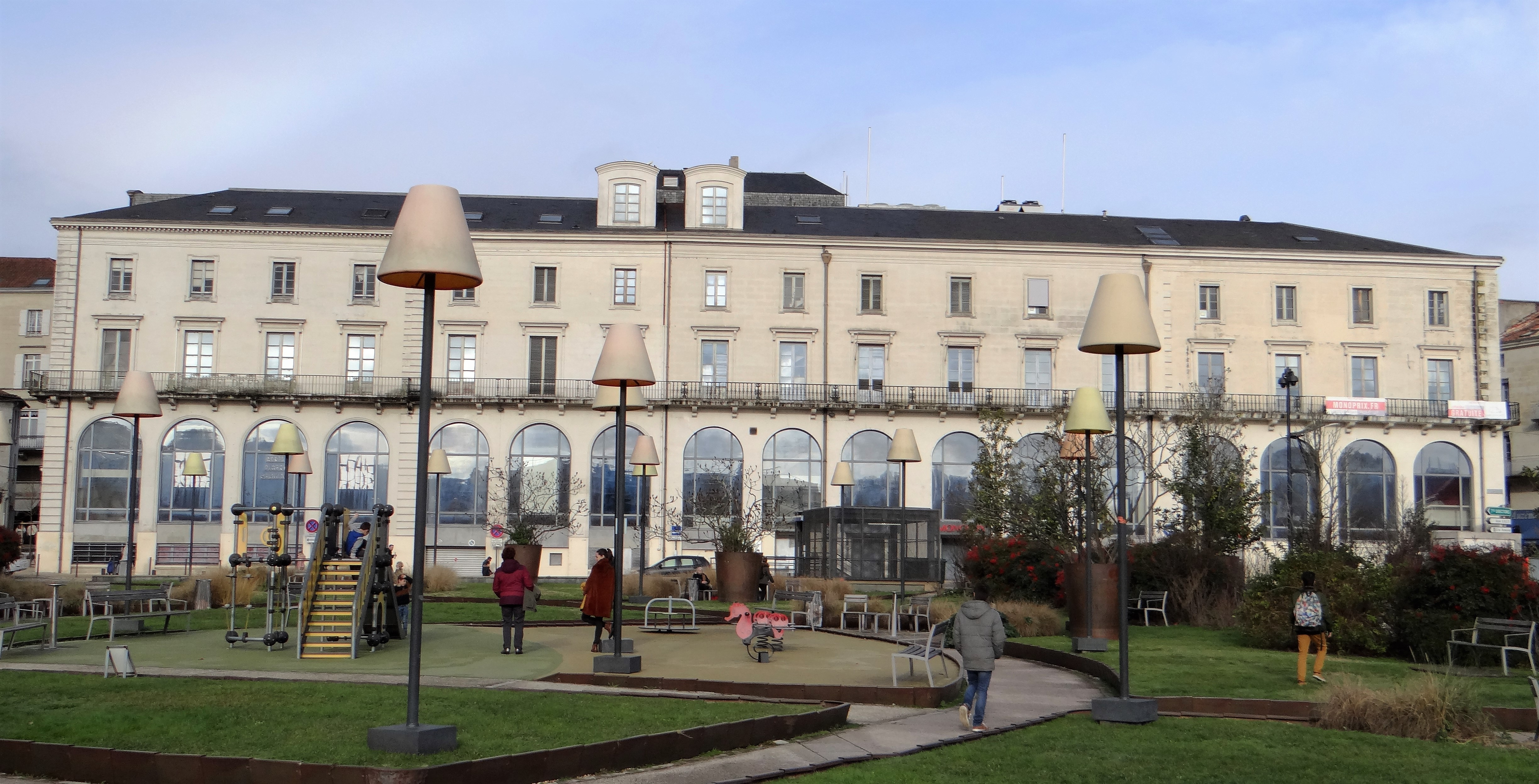
Immeuble « Aux nouvelles Galeries » (actuellement « Monoprix »). Façade sur la place Francheville.

Le maire Léger Combret de Marcillac propose de vendre un terrain en haut de la place de Prusse, actuelle place de Francheville, jouxtant le Triangle (actuelle place Bugeaud). En janvier 1838, le conseil municipal se déchire sur le projet. La vente est finalement décidée mais en imposant un cahier des charges rédigé par Louis Catoire. Il prévoit que le couronnement du bâtiment à venir permette la vue des coteaux qui bornent l'horizon. La ville vend un terrain de 1 800 m2 avec 60 m de façade le long de la place. La mise à prix est de 71 000 francs. Louis Catoire a présenté son projet avec une façade régulière avec des arcatures sur les quatre côtés. La vente a lieu le 16 décembre 1838 et les premiers à construire sont les magasins de nouveautés « Aux nouvelles Galeries » (actuellement « Monoprix »).

### La cathédrale Saint-Front
Un premier projet de restauration de la cathédrale Saint-Front a été dressé par le prédécesseur de Catoire, Roché. Le 3 octobre 1826, le préfet Huchet de Cintré a demandé à Louis Catoire de poursuivre les travaux entrepris par Roché. Le 28 août 1840, le ministre de l'Intérieur écrit au préfet que la commission des monuments historiques a décidé la restauration de la cathédrale :  « Il faut le dégager entièrement, compléter la façade et rendre surtout à la couverture son aspect primitif en supprimant le toit moderne et en rétablissant l'ancienne toiture en dalles des coupoles ». Il demande que Catoire étudie le projet pour le présenter à Prosper Mérimée Fin septembre 1840, Prosper Mérimée rencontre Catoire. Son projet n'est pas critiqué par Prosper Mérimée. Le chantier commence sous ses ordres dans la travée sud avec la reprise en sous-œuvre de la coupole et de l'absidiole. Il abat la tribune sud construite en 1722 dans le mauvais goût de l'époque Louis XV et badigeonner en blanc les piliers. Son projet est attaqué par Adolphe Napoléon Didron qui déclare : « Il faut arrêter le massacre qui se commet dans celte cathédrale ». Son projet est ajourné en 1840 mais il continue les travaux en 1841. Le 10 octobre 1841, l'architecte rédige un rapport sur les travaux pour le préfet afin de répondre aux critiques de Didron et Félix de Verneilh. Le 10 novembre 1841, l'évêque reçoit une lettre du garde des sceaux, ministre des Cultes, qui écrit : « Je m'insurge contre le vandalisme déplorable qui est commis dans la cathédrale de Périgueux, où la partie ornementale de l'édifice restant incomplète, l'architecte croit devoir, après huit siècles, en achever la décoration. Pourquoi avoir substitué des piliers gothiques à des chapiteaux corinthiens, mutilé l'absidiole Sud en la badigeonnant au lait de chaux ? II paraîtrait, entre autres choses, que l'on étoupe les fenêtres des combles en remplissant les vides au moyen d'une maçonnerie de moellons... J'exprime à M. le Préfet mon vif étonnement Je vois des travaux de ce genre entrepris par un architecte du gouvernement, et tolérés par ce fonctionnaire, sans autorisation, dans un édifice appartenant à l'État ». L'évêque Mgr de Lostanges est mort en 1835. Il est remplacé par Thomas-Marie-Joseph Gousset jusqu'en 1840, puis par Jean-Baptiste-Amédée George de La Massonnais. Louis Catoire est en disgrâce avec ce nouvel évêque. L'évêque écrit « a massacré l'absidiole Sud », et « fait des difficultés au facteur d'orgues Girard pour le grand orgue de la cathédrale ». Louis Catoire arrête alors les travaux. Maximilien Lion est envoyé en 1841 pour inspecter les travaux de Catoire. Il propose la suppression des toitures qui recouvrent les coupoles. Le préfet Auguste Romieu écrit à Paris le 18 février 1842 : « Je connaissais trop bien l'architecte de l'édifice pour n'être pas très sûr du goût parfait de l'un et pour ne pas faire respecter le style de l'autre. M. Catoire, à qui nous devons le beau palais de justice de Périgueux, n'est pas homme à confondre les divers âges de la science architecturale ; il ne lui serait Jamais venu à la pensée de compléter des décorations de chapiteaux qui dataient de plus de huit siècles, et d'appliquer à cette œuvre d'achèvement la manière des artistes du Moyen Âge. Le ravalement qu'on vous a signalé consiste dans l'enlèvement d'un affreux badigeon...M. Achille Leclère, inspecteur général des Bâtiments civils, chargé par Votre Excellence d'une mission spéciale, a visité en détail les diverses réparations qui se faisaient en 1841 dans la cathédrale et leur a donné un plein assentiment qu'il doit être prêt à reproduire ». Eugène Viollet-le-Duc est à Périgueux du 5 au 7 septembre 1842, mais il ne dit rien sur la qualité des travaux de la cathédrale. Cette attaque est probablement due à l'abbé Audierne qui ne supportait pas la présence de Catoire et a présenté un rapport qui inquiète la commission des monuments historiques, le 7 janvier 1842. Le préfet Louis Marie Philibert Edgar de Renouard de Sainte-Croix justifie la présence de Catoire sur le chantier de la cathédrale le 2 janvier 1849 car il doit surveiller la pose des vitraux. Catoire perd son poste le 30 octobre 1849. En 1851, il est remplacé par Paul Abadie qui ne s'est pas contenté de badigeonner la cathédrale mais l'a démontée pierre par pierre pour la reconstruire.

### La fin
Louis Catoire a été remplacé comme architecte de la ville de Périgueux par Élie Poncet Cruveiller en 1840, comme architecte diocésain par Paul Abadie en 1851.
Il habite une maison qu'il avait construite sur la rue Saint-Martin jusqu'au 11 juillet 1854. Louis Catoire va arrêter sa carrière d'architecte pour des raisons de santé. Il devient progressivement débile effet d'une démence précoce ou d'une contamination par la syphilis, effet d'une vie de bon vivant. Un état critique est atteint le 27 décembre 1861. Le tribunal le déclare « en état habituel de fureur, d'imbécilité et de démence ». Les juges décident de le pourvoir d'un tuteur car il « est de notoriété publique et c'est un fait suffisamment constaté ». Un inventaire de ses biens est fait le 6 février 1862 par un notaire en présence de son tuteur et ami, Jean-Baptiste Faure.
Louis Catoire meurt le 20 novembre 1864. Jean-Baptiste Faure prévient un ami de Catoire, architecte de sa promotion, Paul-Frédéric Levicomte (1806-1881), architecte de la ville de Paris. L' Écho de Vésone annonce la mort de Catoire : « M. Catoire, architecte, auquel on doit les plans du Palais de justice, du Grand Séminaire, du théâtre et de plusieurs autres édifices, est décédé ce matin à Périgueux... Depuis longtemps il était privé de l'usage de ses facultés par suite d une attaque d'apoplexie qui l'avait frappé dans toute la force de l'âge ».
Louis Catoire était célibataire, mais au moment de la lecture de son testament, un second testament a été présenté par Mlle Mathilde-Marguerite Mathieu qui a été sa lingère et sa gouvernante qui l'a assisté à ses derniers moments et a eu un enfant de père inconnu qu'elle a confié à l'hospice de Périgueux en 1859.
Aucun portrait de Louis Catoire n'est connu.

## Hommage
Une rue d'Agonac porte son nom.